# Gaule aquitaine
 (août 2024).
Si vous disposez d'ouvrages ou d'articles de référence ou si vous connaissez des sites web de qualité traitant du thème abordé ici, merci de compléter l'article en donnant les références utiles à sa vérifiabilité et en les liant à la section « Notes et références ».
Pour les articles homonymes, voir Aquitaine.
27 av. J.-C. – Ve siècle apr. J.-C.
Entités précédentes :
- Aquitaine antique

Entités suivantes :
- Novempopulanie
- Aquitaine première
- Aquitaine seconde

La Gaule aquitaine (de -27 à 418/480) est une des trois provinces créées au cours de son règne par l'empereur Auguste dans la Gaule conquise par Jules César, aux côtés de la Gaule lyonnaise et de la Gaule belgique. 
Cette province s'étend des Pyrénées à la Loire, alors qu'avant cette réforme, le mot Aquitania, utilisé par César dans son livre la Guerre des Gaules, désignait la partie de la Gaule située entre les Pyrénées et la Garonne, à l'ouest de la province conquise depuis -120 de Gaule narbonnaise et au sud de ce que César nomme la Celtique, qui s'étend alors de la Garonne à la Seine. Conquise par Publius Crassus, lieutenant de Jules César, en -55, l'Aquitaine préromaine donne son nom à une province beaucoup plus étendue.
À partir du règne de l'empereur Dioclétien (284 - 305), auteur d'une grande réorganisation de l'Empire romain, la province de Gaule aquitaine est divisée en trois provinces plus petites, nommées Aquitaine première, seconde et troisième.

## Étymologie
L'origine et le sens du nom « Aquitaine » sont incertains. Leur transcription en grec par Strabon semblent attester que les mots Aquitani et Aquitania sont de création latine. Si le premier usage répertorié figure dans la Guerre des Gaules de Jules César, ce n'est pas à ce dernier qu'on en doit la création qui reste inconnue. Des tentatives de construction étymologiques ont été proposées — faisant dériver « Aquitaine » du latin aqua (« eau ») pour en faire le « pays des eaux » ou encore voulant déceler une similitude entre Aquitani et Vascones, les Basques de l’Antiquité — mais sans emporter de consensus. 

## Haut-Empire
Dans le dernier quart du Ier siècle av. J.-C., en 27 ou plus vraisemblablement entre 16 et 13, la Gallia comata ou « Gaule chevelue », est divisée en trois provinces par les autorités romaines, les Tres Galliae de Belgique, Lyonnaise et Aquitaine, dont le tracé ne reprend que très approximativement le précédent découpage de César. Concernant l'Aquitaine, la frontière septentrionale est alors portée jusqu’à la Loire.  Le gouverneur romain d'Aquitaine réside initialement à Saintes avant que le siège provincial passe  à Bordeaux, à une date inconnue entre la fin du Ier et la fin du IIe siècle. On évoque parfois Poitiers comme capitale entre-temps mais l'hypothèse est toujours  discutée. 

## Organisation

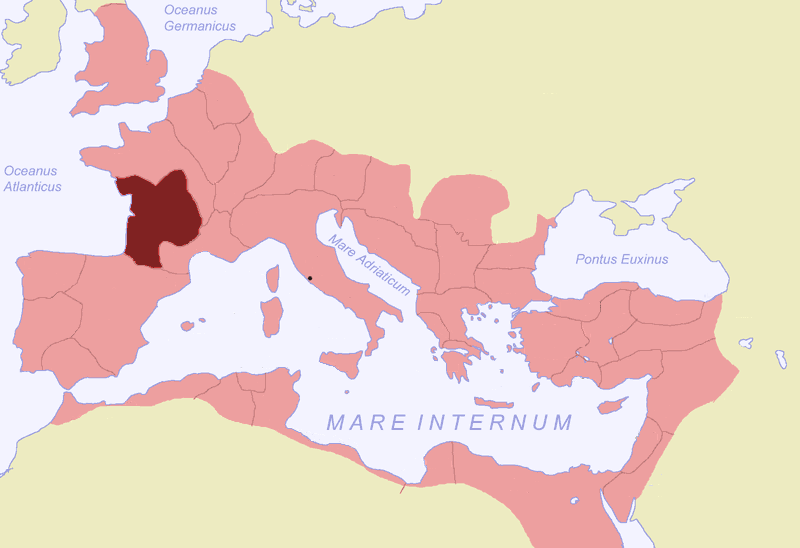
La Gaule aquitaine (Gallia Aquitania) dans l'Empire romain, vers l'an 120.

### Statut dans l'empire
La Gaule aquitaine, comme la Lyonnaise et la Belgique, est une province impériale, alors que la Gaule narbonnaise, considérée comme sûre, est une province sénatoriale. 
Cela signifie qu'elle est plus militarisée (présence de garnisons légionnaires). 

### Administration
Rome n'envoie d'agents, notamment un gouverneur, qu'au niveau de la province. 
La province est composée de nombreuses cités (civitates), qui correspondent plus ou moins aux peuples indigènes antérieurs à la conquête : cité des Bituriges Cubes (chef-lieu : Bourges/Avaricum), des Elusates (Eauze/Elusa), des Tarbelles (Dax/Aquae Tarbellicae), des Pictons (Poitiers/Limonum), etc. Les cités sont administrées par des notables locaux, les décurions, qui forment un ordre subalterne dans la société romaine, mais ont individuellement un accès prioritaire à la citoyenneté romaine.

### Chefs-lieux
Son chef-lieu, c'est-à-dire le lieu de résidence du gouverneur et de son administration, est successivement :
- de la création de la province à la fin du Ier siècle : Saintes (Mediolanum Santonum), chef-lieu de la cité des Santons, de la création de la province à la fin du Ier siècle ;
- à partir du IIIe siècle : Bordeaux (Burdigala), chef-lieu des Bituriges Vivisques, devenue en 48 un municipe de droit latin.

On ne sait pas à quelle date au IIe siècle a lieu le transfert de Saintes à Bordeaux. Une autre hypothèse a d'ailleurs été proposée, faisant de Poitiers (Limonum) le chef-lieu durant un certain temps. Mais l'historiographie récente considère cette hypothèse comme peu probable.

### Liste des gouverneurs connus

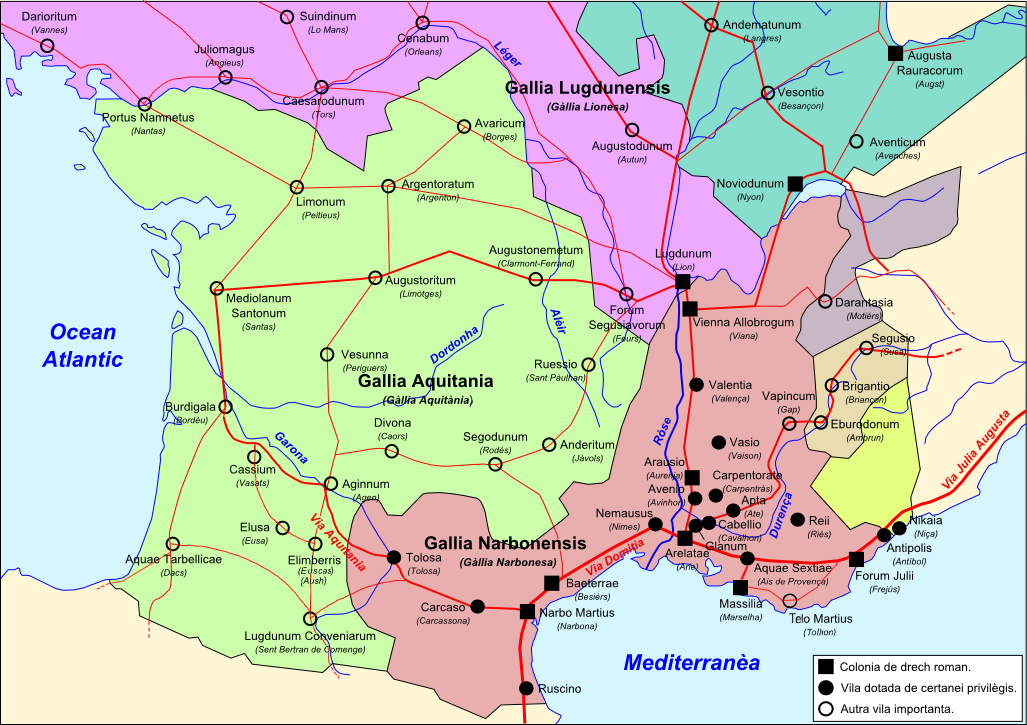
Organisation administrative en Aquitaine et Narbonnaise aux s

- Servius Sulpicius Galba (31-32), brièvement empereur en 68-69
- Manilius Cornutus (entre 14 et 37)
- Lucius Duvius Avitus (avant 58)
- Quintus Iulius Cordus (69)[7]
- Cnaeus Julius Agricola (74-76)
- Marcus Cornelius Nigrinus (80-83)
- Senecio Memmius Afer (94-96)
- (Lucius Valerius Propinqus?)Granius (...)Gratius (Cerealis?)Geminus R(...)(123-125)
- Salvius Valens[8]
- Quintus Caecilius Marcellus Dentilianus (vers 138)
- Titus Prifernius Paetus Rosianus Geminus (142-145)
- Quintus Caecilius Marcellus Dentilianus (146-149)
- (...)Licianus
- Fidus (vers 150)
- Marcus Censorius Paullus (vers 157 à vers 160)
- Publius Flavius Pudens Pomponianus (seconde moitié de deuxième siècle )
- Lucius Iulius Iulianus (entre 209 et 217)
- Marcus Juventus Secundus Rixa Postumius Pansa Valerianus Severus[pas clair] (troisième siècle )

## Économie
L’Aquitaine prospéra au sein de l’Empire romain. Une des routes de l'étain de Cornouailles via l'Armorique passait par Burdigala (Bordeaux), puis Tolosa (Toulouse) via la vallée de la Garonne et Narbo Martius (Narbonne) via la vallée de l'Aude (Via Aquitania). L'axe Aude-Garonne, qui suit l'isthme aquitano-pyrénéen entre mer Méditerranée et océan Atlantique, est utilisé depuis l'âge du bronze. 
Les Romains développèrent la vigne, qui était déjà cultivée dans la province par les Gaulois, et des artisans venus d'Arezzo lancèrent la production de céramique sigillée à Condatomagos (La Graufesenque, près de Millau) puis Lusonum (Lezoux, près de Thiers), atteignant un niveau quasi industriel. Leur production de qualité se diffusa largement dans toute la Gaule, en Bretagne, en Italie et en Germanie. Des ateliers de mosaïques imprimèrent leur style connu aujourd'hui sous le nom d'École d'Aquitaine
Comme toutes les provinces de Gaule, les campagnes furent largement exploitées par des propriétaires de villas et des fermiers. La ville de Burdigala connut un essor important du IIe au milieu du IIIe siècle, comptant alors de 20 000 à 25 000 habitants.
Les Romains développèrent de nombreuses villes en Aquitaine : Burdigala (reste d’un amphithéâtre dit palais Gallien), Vesunna (Périgueux, restes d’un amphithéâtre et d’un temple gallo-romain), Mediolanum Santonum (Saintes, vestiges d’un amphithéâtre, de l'arc de Germanicus, de thermes et d'un aqueduc – Fontcouverte), Divona Cadurcorum (Cahors, vestiges d'un théâtre saccagé au XIXe siècle, de thermes dits de l'arc de Diane, et actuellement fouilles d'un amphithéâtre et d'une basilique), Limonum (Poitiers, vestiges d'un amphithéâtre), Avaricum (Bourges), Augustonemetum (Clermont-Ferrand), Aginnum (Agen), Augustoritum (Limoges) et l'agglomération secondaire de Cassinomagus (Chassenon), Iculisma (Angoulême), Aquæ Tarbellicæ (Dax), Iluro (Oloron, remparts, thermes, temple), etc.

## Période du Bas-Empire

### Division de la province (vers 300)
L'empereur Dioclétien 

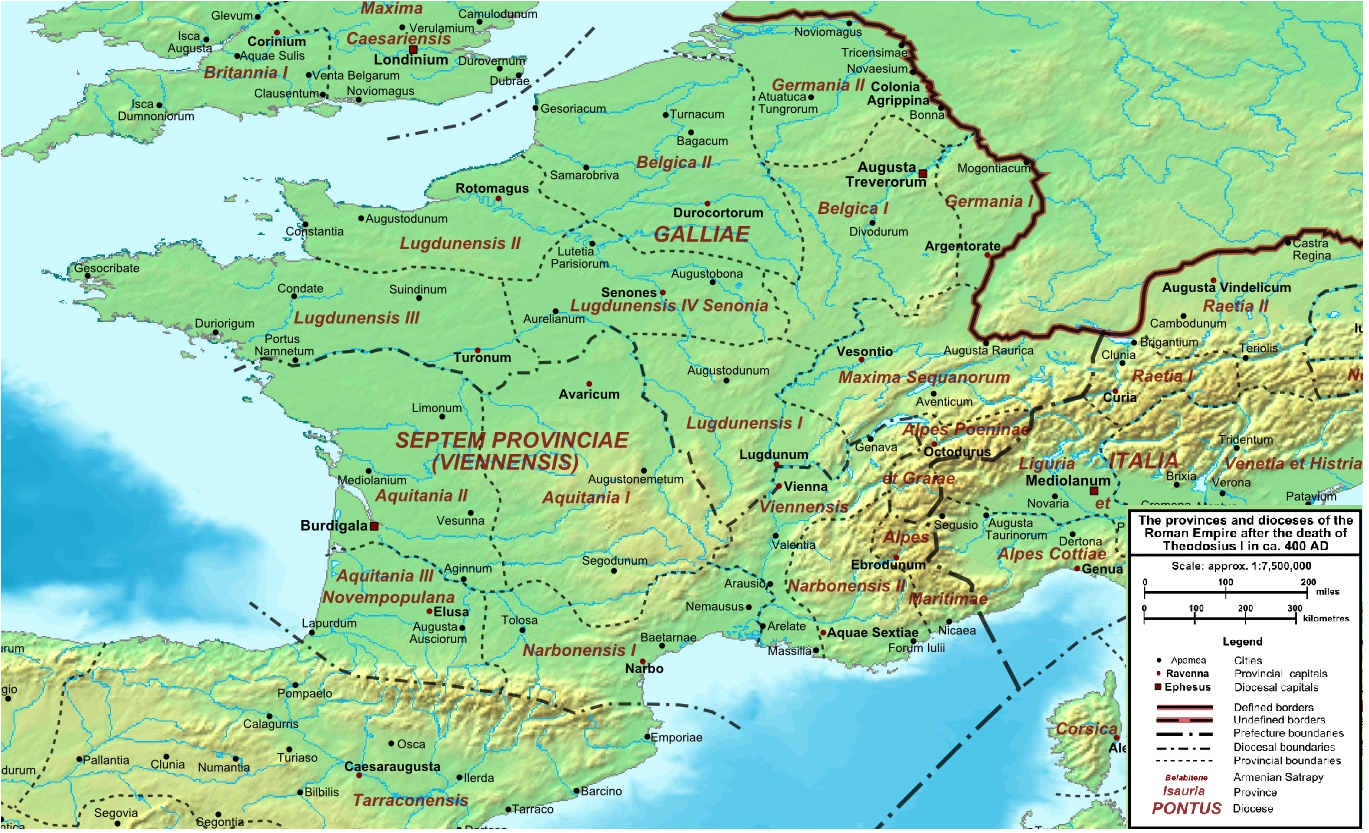
Les provinces romaines en Gaule vers 400

- établit le système de la tétrarchie (un empereur principal (Auguste) et un empereur adjoint (César) pour chaque moitié de l'empire, Orient et Occident) ;
- crée de nouvelle subdivisions : les préfectures du prétoire et les diocèses ;
- divise les provinces augustéennes considérées comme trop étendues.

La Gaule aquitaine est divisée en trois :
- Aquitaine première (chef-lieu : Bourges),  ;
- Aquitaine seconde (Bordeaux) avec les cités des Bituriges Vivisques, des Nitiobroges, des Pétrocores, des Santons, des Pictons ;
- Aquitaine troisième ou Novempopulanie (Eauze), qui reprend le territoire de l'Aquitaine préromaine, avec des peuples proto-basques et non pas celtes.

Les trois nouvelles provinces sont rattachées au diocèse de Viennoise (chef-lieu : Bordeaux) et à la préfecture du prétoire des Gaules (chef-lieu : Trèves, qui est aussi résidence impériale des Césars d'Occident).

### Conséquences des invasions duVesiècle
Ravagées comme le reste de la Gaule par les invasions à partir de 406, l’Aquitaine seconde et la Novempopulanie sont envahies par les Wisigoths du royaume de Toulouse, qui après avoir mis Rome à sac en 410, s'installent dans la région de Narbonne, acceptent de devenir des fédérés (418), mais prennent le contrôle de ces deux provinces jusqu'à la Loire.  
Après la fin de l'Empire d'Occident (476), les Wisigoths sont confrontés aux Francs de Clovis (fédérés de la région de Tournai) qui  battent les Wisigoths près de Poitiers (bataille de Vouillé, 507) et les contraignent à se replier en Hispanie, prenant à leur tour possession de l'Aquitaine romaine. 

## Personnalités gallo-romaines liées à la province d'Aquitaine
- Tetricus Ier, empereur des Gaules de 268 à 273 ;
- le poète Ausone (309-395), originaire de Bordeaux ;
- Avitus, arverne, empereur de 456 à 457 ;
- Sidoine Apollinaire (430-486), originaire de Lyon.